# Frans van de Staak
Franciscus Josephus Maria (Frans) van de Staak (Amsterdam, 25 oktober 1943 – aldaar, 28 mei 2001) was een Nederlands regisseur, filmproducent en graficus.
Van de Staak werd geboren als zoon van een schoenmaker. Hij volgde de HBS en besloot, nadat hij L'avventura (1960) van Michelangelo Antonioni had gezien, naar de filmacademie te gaan. Hij studeerde vanaf 1963 aan de Nederlandse Filmacademie en studeerde ook enige tijd psychologie.
Als graficus zat hij vanaf 1971 in de BKR. Van de twaalfduizend gulden die hem jaarlijks werd uitgekeerd spaarde hij negenduizend gulden om te kunnen filmen. Hij was een leerling van Gérard Leonard van den Eerenbeemt en Frank Lodeizen.
Van de Staak baseerde veel van zijn films op teksten van experimentele schrijvers als Gerrit Kouwenaar, Lidy van Marissing, Cyrille Offermans en Jacq Vogelaar. Jean-Marie Straub en Danièle Huillet droegen hun film Toute révolution est un coup de dés (1977) aan hem op.
Van de Staak was enige tijd gehuwd met de regisseuse Heddy Honigmann, met wie hij een zoon had. Hij overleed in 2001 op 57-jarige leeftijd na een korte ziekte en werd begraven op Zorgvlied. Na zijn dood maakte Kees Hin de documentaire De laatste dagen van het atelier Frans van de Staak (2002), waarin collega's, acteurs en medewerkers aan het woord komen.

## Prijzen
- 1967 - Eerste prijs Cinestud '67 voor Een portret van[6]
- 1996 - L. J. Jordaanprijs van het Amsterdams Fonds voor de Kunst voor Schijnsel.

## Filmografie
- 1964 - Freem
- 1966 - Een portret van
- 1970 - Het bezoek
- 1973 - Uit het werk van Baruch d’Espinoza
- 1974 - Een gebroken voet
- 1975 - Tien gedichten van Hubert Corneliszoon Poot
- 1975 - Sonate
- 1975 - Een gelote straat
- 1976 - Meine Heimat Mijn vaderland
- 1977 - Terzake
- 1977 - De korzelige klant
- 1977 - De gevoelens van een rode patrijs door hemzelf verteld
- 1978 - De optocht
- 1980 - De onvoltooide tulp
- 1981 - Er gaat een eindeloze stoet mensen door mij heen
- 1982 - Op uw akkertje
- 1983 - Het vertraagde vertrek
- 1986 - Windschaduw
- 1989 - Ongedaan gedaan
- 1990 - Faverey
- 1991 - Rooksporen
- 1994 - Kladboekscènes
- 1996 - Schijnsel
- 1996 - Sepio
- 1998 - Dichtweefsel
- 2001 - Lastpak